# ロータス・91
ロータス・91 (Lotus 91) は、チーム・ロータスが1982年のF1世界選手権参戦用に開発したフォーミュラ1カー。1982年の第2戦から最終戦まで実戦投入された。

## 91
基本的なデザインは前年車の87をベースとしている。87は88のカーボンモノコックを共用し、ツインシャーシ部分を取り除いたマシンなので、91の随所に88の名残が見られる。翌1983年からフラットボトム規定が導入されたため、ロータスにとって最後のグラウンド・エフェクト・カーとなった。
シーズン中盤の第10戦イギリスGPから87/5がプルロッド形式/ライジングレートのフロントサスペンションを持つ91/5に改装されて持ち込まれたが、イギリスGPを含む4戦でスペアカーとして使用されるに留まった。最終戦のラスベガスGPには91/10がプルロッド形式フロントサスでマンセル用の新車として持ち込まれたが、予選の途中からマンセルは従来のロッキングアーム車に乗り換えている。
高品質の自動車模型で知られる日本のタミヤはロータスからマシンを譲り受け、ティレル・P34やロータス・102BなどのF1車両とともに静岡の本社ビル内に展示している（ただし91は模型として製品化はされなかった）。

## 1982年シーズン
開幕戦には前年に使用した87の改良版である87Bを使用。91は第2戦ブラジルGPから投入された。ドライバーは、前年に引き続きエリオ・デ・アンジェリスとナイジェル・マンセル。デビュー戦はマンセルが5位でフィニッシュし、レース後に1・2位の2台が失格となり繰り上がりで3位に入賞した。第4戦サンマリノGPは、他のFOCA系チームと共に欠場した。
カナダGPでの負傷により欠場したナイジェル・マンセルの代役として、第9戦にはロベルト・モレノが、第11戦にはジェフ・リースがスポット参戦したが、モレノは予選落ちでリースが12位完走という結果に終わった。
第13戦オーストリアGPでは、エリオ・デ・アンジェリスが僅か0.05秒差で追いすがるケケ・ロズベルグを抑えて優勝した。これはロータスにとって1978年第13戦以来4年ぶりの勝利であると共に、シーズン後に急逝する創設者コーリン・チャップマンにとって最後の勝利となった。
シーズン終了後の12月には、全日本F2選手権チャンピオンとなった中嶋悟が、JPSトロフィーに優勝した特典としてドニントン・パークにて91をテスト走行させている。また、1983年の夏に富士スピードウェイで開催されたF1フェスティバルでも中嶋悟が91を運転している。

## シャーシ履歴
91は87、88と基本的に共通のモノコックが使用されているので、シャーシ・ナンバーも88、87からの連番となっている（88用として作られたタブは、フロント部に空力シャーシのラダー部分が上下動するための切り欠きがある）。91/6から91/10までが新しく作られ、87/5が91/5へとコンバートされた。日本のコレクターに売られた91/6と「タブの出来が悪かった」91/9以外のモノコックは、その後92、94Tとしても使用された。88、87と後にコンバートされた92も含めて10台全てが現存する。

## スペック

### シャーシ
- シャーシ名 91
- 全長 4,300mm
- 全幅 2,150mm
- ホイールベース 2,748mm/2,799mm/2,849mm（可変式）
- 前トレッド 1,784mm
- 後トレッド 1,673mm
- ホイール スピードライン（英語版）
- タイヤ グッドイヤー
- ダンパー コニ

### エンジン
- エンジン名 フォード・コスワース・DFV
- 気筒数・角度 V型8気筒・90度
- 排気量 2,990cc
- スパークプラグ NGK
- 燃料・潤滑油 バルボリン

## 記録
| 年   | 型 | タイヤ | No. | ドライバー       | 1   | 2   | 3   | 4   | 5   | 6   | 7   | 8   | 9   | 10  | 11  | 12  | 13  | 14  | 15  | 16  | ポイント | ランキング |
| 年   | 型 | タイヤ | No. | ドライバー       | RSA | BRA | USW | SMR | BEL | MON | DET | CAN | NED | GBR | FRA | GER | AUT | SUI | ITA | CPL | ポイント | ランキング |
| ---- | -- | ------ | --- | ---------------- | --- | --- | --- | --- | --- | --- | --- | --- | --- | --- | --- | --- | --- | --- | --- | --- | -------- | ---------- |
| 1982 | 91 | G      | 11  | デ・アンジェリス |     | Ret | 5   |     | 4   | 5   | Ret | 4   | Ret | 4   | Ret | Ret | 1   | 6   | Ret | Ret | 30       | 5位        |
| 1982 | 91 | G      | 12  | マンセル         |     | 3   | 7   |     | Ret | 4   | Ret | Ret |     | Ret |     | 9   | Ret | 8   | 7   | Ret | 30       | 5位        |
| 1982 | 91 | G      | 12  | モレノ           |     |     |     |     |     |     |     |     | DNQ |     |     |     |     |     |     |     | 30       | 5位        |
| 1982 | 91 | G      | 12  | リース           |     |     |     |     |     |     |     |     |     |     | 12  |     |     |     |     |     | 30       | 5位        |

- 太字はポールポジション、斜字はファステストラップ、DNSは出走せず
- コンストラクターズランキング5位。
- ドライバーズランキング9位（エリオ・デ・アンジェリス）予選最高位7位1回 1勝
- ドライバーズランキング14位（ナイジェル・マンセル）予選最高位7位1回 決勝最高位3位1回
- ドライバーズランキング-位（ロベルト・モレノ）予選落ち（第9戦のみ参戦）
- ドライバーズランキング-位（ジェフ・リース）予選最高位24位 決勝最高位12位（第11戦のみ参戦）